# Loi du logarithme itéré

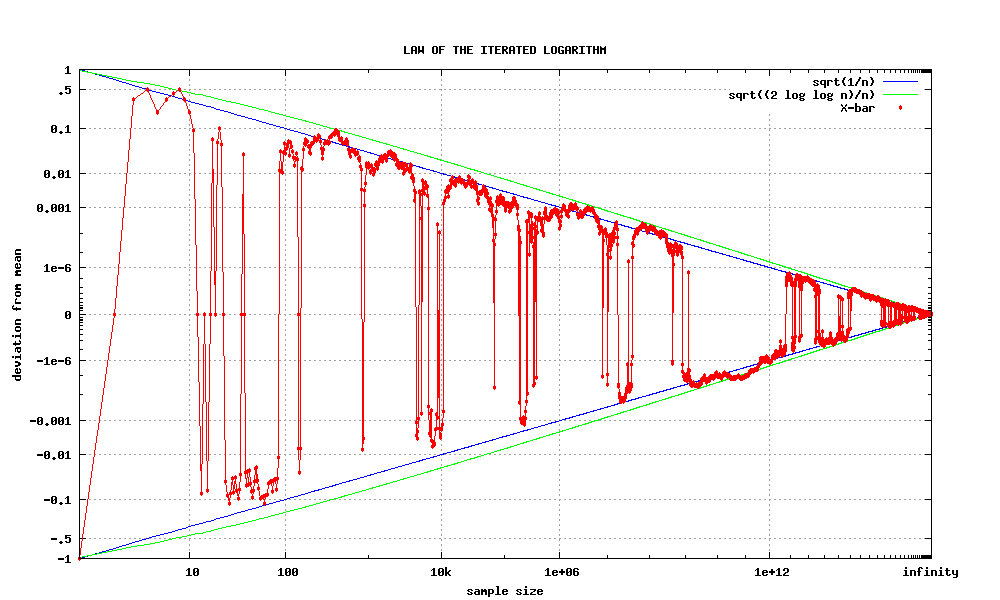
Simulation de l'écart entre la moyenne de variables de Bernoulli et leur espérance en fonction de n

En théorie des probabilités, la loi du logarithme itéré est un résultat de convergence presque sûre de la limite supérieure et de la limite inférieure d'une moyenne de variables aléatoires réelles. Bien qu'elle établisse une divergence, puisque les deux limites ne sont pas égales, la loi du logarithme itéré peut être considérée comme un résultat intermédiaire entre la loi des grands nombres et le théorème central limite. Elle est due à Alexandre Khintchine (1924) qui l'obtint pour des variables de Bernoulli puis par Andreï Kolmogorov en 1929.

## Énoncé
Soit {\displaystyle (X_{n})_{n\in \mathbb {N} ^{*}}} une suite de variables aléatoires réelles i.i.d. possédant un moment d'ordre 2 fini. 
En notant μ leur espérance, σ leur écart-type supposé non nul et en posant {\displaystyle {\overline {X}}_{n}:={\frac {X_{1}+\cdots +X_{n}}{n}},} nous avons les deux égalités suivantes :
{\displaystyle \limsup _{n\to \infty }{\frac {{\sqrt {n}}\left({\overline {X}}_{n}-\mu \right)}{\sigma {\sqrt {2\log \log n}}}}=1,\qquad {\text{presque sûrement,}}}
et
{\displaystyle \liminf _{n\to \infty }{\frac {{\sqrt {n}}\left({\overline {X}}_{n}-\mu \right)}{\sigma {\sqrt {2\log \log n}}}}=-1.\qquad {\text{presque sûrement.}}}